# Al-Sufi

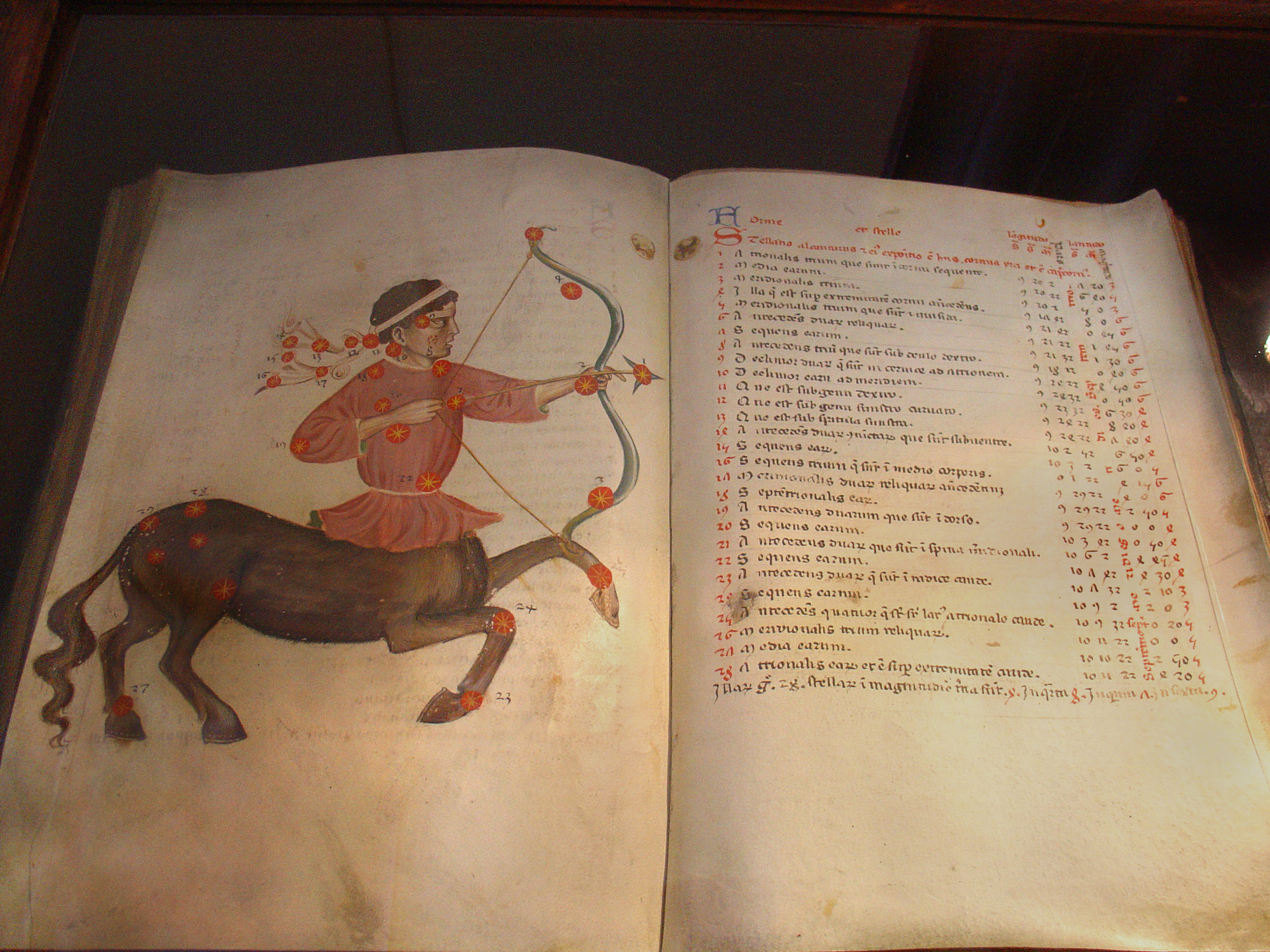
Atlas astronomic cunoscut sub denumirea „Al lui Al Sufi”. Mijlocul secolului al XIV-lea, provenit din Italia de Nord. Expus la biblioteca Mănăstirii Strahov din Praga, Republica Cehă.

'Abd al-Rahman al-Sufi (în persană عبدالرحمن صوفی, n. 7 decembrie 903 d.Hr., Ray, Iran – d. 25 mai 986 d.Hr., Shiraz, Persida, Iran), cunoscut și ca 'Abd ar-Rahman as-Sufi, 'Abd al-Rahman Abu al-Husayn, 'Abdul Rahman Sufi sau 'Abdurrahman Sufi, a fost un astronom islamic persan, cunoscut în Vest și ca Azophi.
A întocmit un catalog stelar, Cartea stelelor fixe, în care a înscris unele date interesante referitoare la poziția și la mărimea corpurilor cerești.